# Rafael Ochoa y Álvarez
Rafael Ochoa y Álvarez (f. 1901) fue un médico, poeta y periodista español.

## Biografía
Médico y poeta, Ossorio y Bernard asegura que navegó durante muchos años en los buques de la Compañía Trasatlántica, hasta que se asentó en Segovia, donde dirigió El Adelantado desde 1889. Fue colaborador de La Ilustración Española y Americana, El Liberal, La Ilustración Ibérica, Blanco y Negro, Pluma y Lápiz y varios periódicos asturianos. Falleció el 7 de mayo de 1901.